# Голый пистолет (фильм, 2025)
«Голый пистолет» (англ. The Naked Gun, так же известный как The Naked Gun 444+1⁄4: Law of Toughness) — американский художественный фильм в жанре комедийного боевика режиссёра Акивы Шаффера. Сценарий фильма написали Дэн Грегор, Даг Мэнд, Акива Шаффер, Марк Хентеманн, Алек Салкин на основе сценария, написанного ранее Сетом Макфарлейном, который продюсировал фильм вместе с Эрикой Хаггинс. Это четвёртый фильм в медиафраншизе «Голый пистолет». Главные роли в фильме исполняют Лиам Нисон, Памела Андерсон, Пол Уолтер Хаузер, Кевин Дюранд, Дэнни Хьюстон, Лайза Коши, Коди Роудс, Си Си Эйч Паундер и Баста Раймс.
В широкий прокат в США фильм вышел 1 августа 2025 года.

## Сюжет
Лейтенант Фрэнк Дребин сотрудник полиции Лос-Анджелеса недавно похоронил жену и постоянно вспоминает своего отца, благодаря которому и начал службу в органах правопорядка. В ходе операции по обезвреживанию банды грабившей банк, Фрэнк превысил должностные полномочия и был отстранён. Руководство участка приказывает ему заняться порядком на дорогах. Однако детектив продолжает собственное расследование и выясняет, что грабители только прикрывали истинную цель преступления. Организаторам нужна была банковская ячейка, где хранился прототип секретного устройства «Plot Device», которое может влиять на людей и подчинять их волю. Расследуя бытовую аварию электромобиля, Дребин обнаруживает, что погибший Саймон Дейвенпорт как раз и был владельцем той банковской ячейки. Дреблин знакомится с сестрой погибшего Бетт Дейвенпорт. Вместе они продолжают расследование, которое выводит их на богача Ричарда Кейна задумавшего использовать опасное устройство в корыстных целях.

## В ролях
- Лиам Нисон — лейтенант Фрэнк Дребин-младший
- Памела Андерсон — Бетт Дейвенпорт
- Пол Уолтер Хаузер — капитан Эд Хокен
- Кевин Дюранд — Сиг Густафсон
- Дэнни Хьюстон — Ричард Кейн
- Лайза Коши — детектив Барнс
- Коди Роудс — бармен
- Си Си Эйч Паундер — шеф Дэвис
- Баста Раймс — грабитель
- Майкл Биспинг — в роли самого себя
- Эдди Ю — детектив Парк
- Мозес Джонс — «не Нордберг-младший»

## Создание

### Разработка
В декабре 2013 года компания Paramount Pictures объявила о том, что перезапуск медиафраншизы «Голый пистолет» находится в разработке: роль Фрэнка Дребина исполнит Эд Хелмс, а сценаристами выступят Томас Леннон и Роберт Бен Гарант. К январю 2014 года Гарант сообщил рабочее название фильма — «Эпизод 4: Новая надежда» (англ. Episode IV: A New Hope), объявив о том, что это будет продолжение серии оригинальных фильмов. Хелмс должен был изображать персонажа, который представлялся как «Фрэнк Дребин, не родственник» (англ. Frank Drebin, no relation), чтобы в фильме появился новый главный герой, не противоречащий предыдущему. В марте 2015 года Дэвид Цукер заявил о том, что ему предложили роль продюсера в проекте, но он отказался от участия, поскольку посчитал, что он будет отличаться по комедийному стилю и, в конечном итоге, будет хуже его оригинальных фильмов. В августе 2015 года Хелмс подтвердил, что сценарий фильма всё ещё находится на стадии написания, признав при этом обеспокоенность Цукера относительно восприятия его современной аудиторией и потребность в чём-то ином, нежели жанр кинопародии, как в предыдущих фильмах. К марту 2017 года Дэвид Цукер и Пэт Профт завершили переписывание сценария, в котором сюжет был переработан, и в нём появился сын Фрэнка Дребина.
В январе 2021 года было объявлено о найме Сета Макфарлейна для дальнейшей разработки проекта. После того, как в 2015 году Макфарлейн высказал идею о предоставлении роли Фрэнка Дребина-младшего Лиаму Нисону, кинорежиссёр был нанят студией. Нисон рассказал о том, что Сет Макфарлейн вместе с Paramount Pictures обратились к нему с предложением сняться в фильме. В июне того же года Нисон заявил о том, что Макфарлейн работает над новым вариантом сценария, а студия дополнительно ведёт переговоры о его (Макфарлейна) возможной должности в качестве постановщика. Он выразил волнение по поводу проекта и возможности попробовать себя в более комедийной роли, если он решит сняться в фильме; при этом он заявил о том, что разработка проекта продолжается. В феврале 2022 года Нисон снова подтвердил, что Paramount всё ещё обхаживает его с тем, чтобы он снялся в легаси-сиквеле.
В октябре 2022 года фильму официально был дан зелёный свет с Нисоном в главной роли Фрэнка Дребина-младшего и Акивой Шаффером на должности режиссёра. Дэн Грегор и Даг Мэнд были наняты для написания новой редакции сценария на основе предыдущего черновика с участием Марка Хентеманна и Алека Салкина Сет Макфарлейн и Эрика Хаггинс выступили в качестве продюсеров фильма под руководством своей продюсерской компании Fuzzy Door Productions.
В апреле 2024 года Памела Андерсон получила роль в фильме. В мае Пол Уолтер Хаузер получил роль капитана Эда Хокена, а Кевин Дюранд — роль пока ещё неназванного злодея; также к актёрскому составу фильма присоединились Дэнни Хьюстон, Лайза Коши, Коди Роудс, Си Си Эйч Паундер и Баста Раймс.

### Съёмки
Съёмки фильма начались 6 мая 2024 года в Атланте под рабочим названием «Закон крутизны» (англ. Law of Toughness) и закончились 28 июня.

## Выход
Выпуск фильма в США состоялся 1 августа 2025 года, а в странах СНГ премьера состоялась 31 июля. Первоначально выпуск был намечен на 18 июля 2025.